# Lega saudita professionistica 2007-2008
La Saudi Professional League 2007-2008 è stata la 33ª edizione della massima competizione nazionale per club della Arabia Saudita. L'Al-Hilal ha conquistato il titolo nazionale per l'undicesima volta.

## Squadre partecipanti
| Squadra     | Città   | Stadio                                           | Capacità      |
| ----------- | ------- | ------------------------------------------------ | ------------- |
| Al-Hilal    | Riyadh  | King Fahd Stadium                                | 67,000        |
| Al-Ittihad  | Jeddah  | Prince Abdullah al-Faisal stadium                | 27,000        |
| Al-Shabab   | Riyadh  | King Fahd Stadium                                | 67,000        |
| Al-Ettifaq  | Dammam  | Prince Mohamed bin Fahd Stadium                  | 35,000        |
| Al-Nassr    | Riyadh  | King Fahd Stadium/Prince Faisal bin Fahd Stadium | 67,000/27,000 |
| Al Wahda    | Mecca   | King Abdul Aziz Stadium                          | 38,000        |
| Al-Hazm     | Ar Rass | Al-Hazm Stadium                                  | 3,000         |
| Al-Ahli     | Jeddah  | Prince Sultan bin Fahd Stadium                   | 24,000        |
| Al-Watani   | Tabuk   | Khalid bin Abdul Aziz Stadium                    |               |
| Najran SC   | Najrān  | Najran Stadium                                   | 3,000         |
| Al-Ta'ee    | Ha'il   | Prince Abdul Aziz bin Musa'ed Stadium            | 10,000        |
| Al-Qadisiya | Khobar  | Prince Saud bin Jalawi Stadium                   | 10,000        |

## Classifica
| Pos. | Squadra     | G  | V  | N | P  | GF | GS | DR  | Pt |
| ---- | ----------- | -- | -- | - | -- | -- | -- | --- | -- |
| 1    | Al-Hilal1   | 22 | 14 | 6 | 2  | 36 | 13 | +23 | 48 |
| 2    | Al-Ittihad  | 22 | 14 | 6 | 2  | 40 | 16 | +24 | 48 |
| 3    | Al-Shabab   | 22 | 11 | 9 | 2  | 39 | 21 | +18 | 42 |
| 4    | Al-Ettifaq  | 22 | 10 | 5 | 7  | 34 | 25 | +9  | 35 |
| 5    | Al-Nassr    | 22 | 9  | 6 | 7  | 34 | 35 | -1  | 33 |
| 6    | Al-Wahda    | 22 | 8  | 5 | 9  | 29 | 27 | +2  | 29 |
| 7    | Al-Hazem    | 22 | 7  | 6 | 9  | 26 | 28 | -2  | 27 |
| 8    | Al-Ahli     | 22 | 7  | 5 | 10 | 30 | 31 | -1  | 26 |
| 9    | Al-Watani   | 22 | 6  | 7 | 9  | 20 | 32 | -12 | 25 |
| 10   | Najran      | 22 | 5  | 6 | 11 | 29 | 44 | -15 | 21 |
| 11   | Al-Tai      | 22 | 2  | 7 | 13 | 20 | 38 | -18 | 13 |
| 12   | Al-Qadisiya | 22 | 2  | 6 | 14 | 17 | 44 | -27 | 12 |

1 - Al-Hilal vince per miglior differenza nel testa a testa con l'Al-Ittihad.
      Campione dell'Arabia Saudita 2007-2008, ammessa alla AFC Champions League 2009

      Ammesse alla AFC Champions League 2009

      Retrocessa in Saudi Second Division 2008-2009

Note:
Tre punti a vittoria, uno a pareggio, zero a sconfitta.